# Иммиг, Франц
Франц Иммиг (нем. Franz Immig; 10 сентября 1918, Зондерхайм, Германская Империя — 26 декабря 1955) — немецкий футболист, защитник. Выступал за сборные Германии и Саара.

## Биография

### Клубная карьера
Футбольную карьеру начал в 1939 году в клубе «Карлсруэ ФФ». В 1940 перешёл в «Штутгартер Кикерс», где находился до 1948 года. В своём последнем сезоне в клубе провёл 7 матчей в Оберлиге Юг. В 1948 году стал игроком клуба «Саарбрюккен». В сезоне 1948/49 выступал за команду во второй лиге Франции. Завершил карьеру в 1954 году.
Скончался 26 декабря 1955 года, в возрасте 37 лет.

### Карьера в сборной
В 1939 году сыграл в двух товарищеских матчах за сборную Германии.
15 сентября 1951 года дебютировал за сборную Саара в товарищеской игре со второй сборной Швейцарии. Всего сыграл за Саар 3 матча. Последнюю игру в сборной провёл 20 апреля 1952 года против Франции Б.
| Матчи Франца Иммига за сборную Германии | Матчи Франца Иммига за сборную Германии | Матчи Франца Иммига за сборную Германии | Матчи Франца Иммига за сборную Германии | Матчи Франца Иммига за сборную Германии | Матчи Франца Иммига за сборную Германии | Матчи Франца Иммига за сборную Германии |
| №                                       | Дата                                    | Оппонент                                | Счёт                                    | Голы                                    | Турнир                                  |                                         |
| --------------------------------------- | --------------------------------------- | --------------------------------------- | --------------------------------------- | --------------------------------------- | --------------------------------------- | --------------------------------------- |
| 1                                       | 26 марта 1939                           | Люксембург                              | 2:1                                     | —                                       | Товарищеский матч                       |                                         |
| 2                                       | 28 августа 1939                         | Словакия                                | 2:0                                     | —                                       | Товарищеский матч                       |                                         |

Итого: 2 матча / 0 голов; 0 побед, 0 ничьих, 2 поражения.
| Матчи Франца Иммига за сборную Саара | Матчи Франца Иммига за сборную Саара | Матчи Франца Иммига за сборную Саара | Матчи Франца Иммига за сборную Саара | Матчи Франца Иммига за сборную Саара | Матчи Франца Иммига за сборную Саара | Матчи Франца Иммига за сборную Саара |
| №                                    | Дата                                 | Оппонент                             | Счёт                                 | Голы                                 | Турнир                               |                                      |
| ------------------------------------ | ------------------------------------ | ------------------------------------ | ------------------------------------ | ------------------------------------ | ------------------------------------ | ------------------------------------ |
| 1                                    | 15 сентября 1951                     | Швейцария Б                          | 5:2                                  | —                                    | Товарищеский матч                    |                                      |
| 2                                    | 14 октября 1951                      | Австрия Б                            | 1:4                                  | —                                    | Товарищеский матч                    |                                      |
| 3                                    | 20 апреля 1952                       | Франция Б                            | 0:1                                  | —                                    | Товарищеский матч                    |                                      |

Итого: 3 матча / 0 голов; 1 победа, 0 ничьих, 2 поражения.